# Pesurungan Kidul
Pesurungan Kidul is een bestuurslaag in het regentschap Tegal van de provincie Midden-Java, Indonesië. Pesurungan Kidul telt 5115 inwoners (volkstelling 2010).